# 神戸村 (三重県安濃郡)
神戸村（かんべむら）は三重県安濃郡にあった村。現在の津市中心部の南西、概ね岩田川の右岸にあたる。

## 地理
- 河川：岩田川、小川、おごえ川

## 歴史
- 1889年（明治22年）4月1日 - 町村制の施行により、安濃郡半田村・神戸村・野田村の区域をもって神戸村が発足。
- 1939年（昭和14年）11月1日 - 青谷地内で中勢鉄道の列車（ガソリンカー）が脱線転覆。死者2人、重軽傷者多数[1]を負う大惨事になった。

。
- 1943年（昭和18年）8月31日 - 津市に編入。同日神戸村廃止。

## 交通

### 道路
現在は旧村域を伊勢自動車道が通過するが、当時は未開通。